# ベルティル・リンドブラッド
ベルティル・リンドブラッド（Bertil Lindblad、1895年11月26日- 1965年6月25日）は、スウェーデンの天文学者である。銀河系の恒星の動きを測定し、銀河系が回転していることを示した。巨星と主系列星の違いをスペクトルを用いて区別することなどの研究を行った。

## 生涯
ウプサラ大学で学んだ後、1927年からスウェーデン王立アカデミーの教授、ストックホルム天文台の所長になった。1948年から1952年まで国際天文学連合の会長を務めた。最も重要な業績は銀河系の恒星の動きを観測し、銀河系内での太陽の運動を考慮して層別し、銀河系の恒星が銀河系の中心のまわりを回転していることを示したことである。ハーロー・シャプレー の銀河系における太陽の位置の予測を確認し、ヤン・オールトによってさらに明確なものにされた。

## 賞
- 王立天文学会ゴールドメダル (1948年)
- ジュール・ジャンサン賞 (1949年)
- ブルース・メダル（1954年）

## 命名
- 小惑星：(1448) Lindbladia[1]。